# Station Odnes
Station Odnes is een voormalig station in Odnes in de gemeente Søndre Land in fylke Innlandet in Noorwegen. Het station werd geopend in 1902. Het werd in 1989 gesloten voor personenvervoer, maar het baanvak is formeel nog niet gesloten. Treinverkeer is gezien de onderhoudstoestand van het spoor echter niet meer mogelijk.